# Columbus Checkers
Die Columbus Checkers waren ein US-amerikanisches Eishockeyfranchise der International Hockey League aus Columbus, Ohio. Die Spielstätte der Checkers war das Ohio Expo Fairgrounds Coliseum. 

## Geschichte
Die Columbus Checkers wurden 1966 als Franchise der International Hockey League gegründet. Ihr erstes Spiel bestritt die neue Mannschaft am 12. Oktober 1966 in einem Vorbereitungsspiel gegen die Chicago Blackhawks aus der National Hockey League. In den vier Jahren ihres Bestehens kam sie nie über die erste Playoff-Runde hinaus, wobei in der Saison 1966/67 und 1969/70 die Playoffs erst gar nicht erreicht wurden. Aufgrund eines niedrigen Zuschauerschnitts und der daraus resultierenden finanziellen Probleme entschieden die Verantwortlichen 1970 das Franchise inaktiv werden zu lassen. Ein Jahr später wurde es von den California Golden Seals als deren neues Farmteam reaktiviert und in Columbus Golden Seals umbenannt.  

## Saisonstatistik
Abkürzungen: GP = Spiele, W = Siege, L = Niederlagen, T = Unentschieden, OTL = Niederlagen nach Overtime SOL = Niederlagen nach Shootout, Pts = Punkte, GF = Erzielte Tore, GA = Gegentore, PIM = Strafminuten
| Saison  | GP | W  | L  | T  | OTL | SOL | Pts | GF  | GA  | Platz     | Playoffs                       |
| 1966–67 | 72 | 23 | 48 | 1  | —   | —   | 47  | 294 | 373 | 7., IHL   | nicht qualifiziert             |
| 1967–68 | 72 | 32 | 30 | 10 | —   | —   | 74  | 312 | 300 | 3., IHL   | Niederlage in der ersten Runde |
| 1968–69 | 72 | 26 | 37 | 9  | —   | —   | 61  | 286 | 333 | 6., IHL   | Niederlage in der ersten Runde |
| 1969–70 | 72 | 24 | 36 | 12 | —   | —   | 60  | 289 | 307 | 4., south | nicht qualifiziert             |

## Team-Rekorde

### Karriererekorde
Spiele: 285  Bert Fizzell
Tore: 153  Bert Fizzell
Assists: 245  Bert Fizzell
Punkte: 398  Bert Fizzell
Strafminuten: 552  Moe Bartoli